# People Are Strange (album)
Pour les articles homonymes, voir People Are Strange (homonymie).
Albums de Stina Nordenstam
Dynamite
(1996) This Is Stina Nordenstam
(2001)
People Are Strange (1998) est le quatrième album de Stina Nordenstam. Il est entièrement composé de reprises.

## Titres
1. Sailing (Sutherland) – 3:15
2. I Dream of Jeannie (With Light Brown Hair) (Foster) – 3:56
3. Love Hurts (Bryant) – 0:33
4. Lonesome Road (traditionnel) – 2:08
5. Bird on a Wire (Cohen) – 3:42
6. Purple Rain (Prince) – 3:52
7. Swallow Strings (Nordenstam) – 1:10
8. Like a Swallow (traditionnel) – 2:45
9. Reason to Believe (Hardin) – 4:11
10. I Came So Far for Beauty (Cohen, Lissauer) – 4:01
11. Come to Me (Nordenstam) – 3:31
12. People Are Strange (Densmore, Krieger, Manzarek, Morrison) – 3:35